# Калашников, Геннадий Петрович
Геннадий Петрович Калашников (род. 8 января 1937, Благовещенск, Дальневосточный край) — заслуженный металлург Украины, лауреат премии Совета Министров СССР. Внёс важный вклад в разработку и широкое внедрение технологии электронно-лучевой сварки в производство газотурбинных двигаталей.

## Биография
Геннадий Петрович родился 8 января 1937 года в городе Благовещенск Амурской области.
В 1959 году с отличием окончил Благовещенский сельскохозяйственный институт по специализации «инженер-механик». В 1967 году с отличием окончил Томский Ордена Трудового Красного Знамени Политехнический институт имени Кирова по специализации «Оборудование и технологии сварочного производства».
С 1967 по 2005 годы (38 лет) работал в Запорожском машиностроительном конструкторском бюро «Прогресс» им. академика А. Г. Ивченко (сегодня — ГП «Ивченко-Прогресс»).
- 1968—1970 г.г. — начальник Бюро сварки ЗМКБ «Прогресс».
- 1970—1982 г.г. — начальник Технологического бюро сварки и пайки ЗМКБ «Прогресс».
- 1982—1994 г.г. — заместитель Главного металлурга ЗМКБ «Прогресс».
- 1994—1998 г.г. — Главный металлург ЗМКБ «Прогресс».
- 1998—2005 г.г. — заместитель Главного металлурга ЗМКБ «Прогресс».

## Награды и заслуги
- Лауреат Премии Совета Министров СССР № 08858 от 18 июня 1991 года. За разработку и широкое внедрение в производство газотурбинных двигателей технологии электронно-лучевой сварки.[3].
- Заслуженный металлург Украины (1996). Почётное звание присвоено за особый вклад в национальную разработку, изготовление и запуск в серийное производство мотора Д-336-2 для газоперекачивающего агрегата.